# Droga magistralna A8 (Litwa)
Droga magistralna A8 (lit. Magistralinis kelias A8) - droga magistralna w ciągu trasy europejskiej E67. Stanowi połączenie autostrady A1 z Poniewieżem. Droga ma ok. 90 km długości.